# ویلالفونسینا
ویلالفونسینا (به ایتالیایی: Villalfonsina) یک کومونه در ایتالیا است که در استان کییتی واقع شده‌است.

## خصوصیات
ویلالفونسینا ۹ کیلومترمربع مساحت و ۱٬۰۳۸ نفر جمعیت دارد و ۲۰۳ متر بالاتر از سطح دریا واقع شده‌است.